# Марисвил (Северна Каролина)
Марисвил (енгл. Murraysville) насељено је место без административног статуса у америчкој савезној држави Северна Каролина.

## Демографија
По попису из 2010. године број становника је 14.215, што је 6.936 (95,3%) становника више него 2000. године.
| Група             | 2000.         | 2010.          |
| Белци             | 5.738 (78,8%) | 10.974 (77,2%) |
| Афроамериканци    | 1.288 (17,7%) | 1.943 (13,7%)  |
| Азијати           | 62 (0,9%)     | 276 (1,9%)     |
| Хиспаноамериканци | 107 (1,5%)    | 748 (5,3%)     |
| Укупно            | 7.279         | 14.215         |